# L'Aguena
Las Guenas (en francès Laguenne) és un municipi francès situat al departament de la Corresa i a la regió de la Nova Aquitània.

## Demografia
| 1962                                       | 1968  | 1975  | 1982  | 1990  | 1999  | 2007  |
| ------------------------------------------ | ----- | ----- | ----- | ----- | ----- | ----- |
| 1.322                                      | 1.458 | 1.610 | 1.511 | 1.467 | 1.448 | 1.469 |
| Des de 1962: població sense dobles comptes |       |       |       |       |       |       |

## Administració
| Període   | Identitat         | Partit |
| --------- | ----------------- | ------ |
| 1962-1965 | Baptiste Drigout  |        |
| 1965-1977 | Pierre Roussarie  |        |
| 1977-1989 | Emile Chèze       |        |
| 1989-     | Roger Chassagnard |        |